# Asteroid B-612
Asteroid B-612 fue una banda australiana de high-energy rock con claras reminiscencias a MC5, Stooges y Radio Birdman. Naturales de Sídney, el nombre del grupo lo tomaron del pequeño asteroide donde vive El Principito, el célebre cuento de Antoine de Saint-Exupéry.
Formados en 1991, el grupo estaba liderado por Johnny "Casino" Spittless. Después de unas formaciones cambiantes, el grupo se estabilizó en 1993 con Grant McIver (voz), John Spittles (guitarra), Stewart "Leadfinger" Cunningham (guitarra), Scott Nash (bajo) y Ben Fox (batería).
En 1996 dieron una gira por Estados Unidos. La carretera, la convivencia diaria y las fricciones fueron las causantes de la expulsión de Leadfinger del grupo. Meses después, el vocalista Grant McIver también lo dejó.
Con la incorporación de Grahame Spittles (hermano de Johnny Casino) como nuevo cantante, Asteroid B-612 continuó hasta 2004.
Asteroid B-612 publicó discos con discográficas españolas, como Roto Records y No Tomorrow Records.

## Primera reunificación 2011
Asteroid B-612 se reunió en 2011 para un concierto benéfico a favor de la esclerosis múltiple. Tuvo lugar en Sídney el 19 de marzo. Repitieron la experiencia el 1 de abril en la sala The Tote de Melbourne y el 2 de abril en el Excelsior Hotel de Sídney, filmaciones disponibles en YouTube. La formación fue la última: Grahame Spittles (voz), John Spittles (guitarra), Scott Nash (bajo) y Ben Fox (batería).

## Segunda reunificación 2015
La reunificación más esperada por los aficionados ocurrió el 2 de abril de 2015. Johnny Casino y Leadfinger habían retomado su amistad y participaron en un concierto homenaje a Scott "Groges" Barker, líder de la banda de garage-punk Hell Crab City, fallecido en enero. El concierto, también disponible en YouTube, fue en el Factory Floor en Marrickville, población situada a las afueras de Sídney. La formación fue la clásica: el cantante Grant McIver, más Johnny Casino, Stewart "Leadfinger" Cunningham, Scott Nash y Ben Fox.

## Miembros

### 1990–1991
- Jason Slatery (voz)
- John Spittles (guitarra)
- Michael Gibbons (guitarra)
- Scott Nash (bajo)
- Darren Pierce (batería)

### 1992–Principios 1993
- Grant McIver (voz)
- John Spittles (guitarra)
- Michael Gibbons (guitarra)
- Scott Nash (bajo)
- Darren Pierce (batería)

### Principios 1993–Mediados 1993
- Grant McIver (voz)
- John Spittles (guitarra)
- Michael Gibbons (guitarra)
- Scott Nash (bajo)
- Ben Fox (batería)

### Mediados 1993–1996 (Formación clásica)
- Grant McIver (voz)
- John Spittles (guitarra)
- Stewart "Leadfinger" Cunningham (guitarra)
- Scott Nash (bajo)
- Ben Fox (batería)

### 1996–1996
- Grant McIver (voz)
- John Spittles (guitarra)
- Ken "Killer" Watt (guitarra)
- Scott Nash (bajo)
- Ben Fox (batería)

### 1996–2004
- Grahame Spittles (voz)
- John Spittles (guitarra)
- Scott Nash (bajo)
- Ben Fox (batería)

## Discografía

### Álbumes
- Asteroid B-612 (1993) – Destroyer
- Forced Into A Corner (1994) – Destroyer
- Not Meant For This World (1996) – Au-Go-Go
- Readin' Between The Lines (2000) – Full Toss

### Álbumes en directo
- The Greenback Blues (2004) – Off The Hip

### Extended plays
- Teen Sublimation Riffs (1995) – Au-Go-Go

### Recopilatorios
- All New Hits (1996) – Lance Rock
- Different Licks For Different Chicks (1998) – Ramblin'
- Two Fisted Rock'n'Roll (2005) – Off The Hip
- Not Meant For This World - The Au-Go-Go Years 1994-1996 (2008) – Off The Hip

### Singles
- "I've Had You" (1994) – Lance Rock
- "Crash Landing" (1995) – Brain Salad Surgery
- "Straight Back To You!" (1996) – Roto
- "September Crush" (1997) – Au-Go-Go
- "So Long, Goodbye" (1999) – Full Toss
- "Outcast" (2000) – Full Toss
- "Always Got Something To Lose" (2004) – Bang!